# 野上慎平
野上 慎平（のがみ しんぺい、1984年 - ）は、テレビ朝日のアナウンサー。

## 来歴
岡山県和気郡和気町出身。身長177 cm。和気町立藤野小学校から和気町立和気中学校、岡山県立岡山城東高等学校へ進学した。両親ともに教員である。小学校時代をバングラデシュで過ごし、現地で空手を習い始めた。
最終学歴は早稲田大学教育学部卒業。学生時代は陸上競技に打ち込んだ。
2007年にテレビ朝日入社。入社1年目で『ワールドプロレスリング』の実況班に配属した。他には、報道や情報系番組に出演している。
2011年に後輩アナウンサーの八木麻紗子と結婚した。2015年3月30日から9月25日までは担当コーナーが異なるものの、夫婦揃って『ワイド!スクランブル』にレギュラーで出演していた。同年9月28日から2024年3月29日までは、『羽鳥慎一モーニングショー』のコーナーキャスターを務めていた。2024年4月1日にグッド!モーニングへ異動している。
2016年2月4日、第1子男児が誕生した。

### プロレス実況アナウンサーとして
『ワールドプロレスリング』では2010年8月以降、実況席で飯塚高史にワイシャツを引き裂かれ上半身裸状態にされる被害に度々遭うようになる。その後、永田裕志ら青義軍による「特訓」を受け「野上“ジャスティス”慎平」として実況を行うようになった。2012年1月12日には、東京スポーツ新聞社主催のプロレス大賞2011の席上、司会を務めていた野上に対し乱入した飯塚が襲撃するという場面があり、野上本人は「（飯塚は来ないと聞かされていたのに）東京スポーツさんにだまされた。」と語っている。これには妻の八木も心配していた程であった。また、実況席での飯塚からの襲撃以前に、2008年ごろから控え室での襲撃があったと告白した。
2013年はシャツを引き裂かれた上で顔にスプレーをかけられており、青、白、銀色に染められ、特に11月9日の『POWER STRUGGLE』では青・白の2色のスプレーに加えマジックペンや鈴まで用意され、ドラえもんのようなデザインや色彩に塗られている。
実況は海外で高い評価を得ており、アメリカのプロレス専門紙「レスリング・オブザーバー・ニュースレター」が毎年制定する「レスリング・オブザーバー・ニュースレター・アワード」の実況部門に2012年度から毎年ノミネートされている。（2012年度11位、2013年度4位、2014年度2位、2015年度3位、2016年度3位、2017年度4位、2018年度9位）

## 出演

### テレビ番組
報道・情報ワイドショー番組
| 期間       | 期間      | 番組名                                                     | 役職                                                    | 備考 |
| ---------- | --------- | ---------------------------------------------------------- | ------------------------------------------------------- | --- |
| 2007年10月 | 2009年9月 | やじうまプラス                                             | スポーツキャスター                                      | 2008年3月まで金・土曜日担当、同年4月から2009年3月まで水・木曜日担当、同年4月から土曜日担当 |
| 2008年1月  | 2010年9月 | スーパーJチャンネル                                        | 平日コーナー『ウワサ検証人』リポーター                  | |
| 2010年4月  | 2015年9月 | ワイド!スクランブル                                        | 『ニュース1』『活字ナビ』『エンタメでGO』担当キャスター | レギュラーで出演する前から、当時の先輩アナウンサー川松真一朗が休暇中に『ニュース眼力OH!』のキャスターを代演。2015年3月30日放送分以降は、野上が一部コーナーの進行、妻の八木が番組内のニュースを担当していた |
| 2015年10月 | 2024年3月 | 羽鳥慎一モーニングショー                                   | コーナー担当                                            | 下記の『週刊ニュースリーダー』および『サンデーLIVE!!』担当に伴い、2020年10月から2022年3月まで金曜日、同年4月から2023年9月まで木・金曜日、同年10月から水～金曜日と出演曜日を次々に縮小                      |
| 2020年10月 | 2024年3月 | 週刊ニュースリーダー                                       | 進行キャスター                                          | |
| 2020年10月 | 2023年9月 | サンデーLIVE!!（朝日放送テレビ・メ〜テレとの共同制作番組） | サブキャスター                                          | |
| 2024年4月  | 現在      | グッド!モーニング                                          | ニューススタジオ兼『ANNニュース』担当キャスター         | いずれも2024年9月まで火～金曜日担当、同年10月から平日担当 |

スポーツ関連・バラエティ・特別番組
- ワールドプロレスリング（実況担当）
- スポーツ中継（プロゴルフ実況担当、全日本大学駅伝センター実況担当など）
- 第89回全国高校野球選手権大会中継（朝日放送制作、アルプスリポーター）
- 朝までたけし軍団 2009新春特大号（2009年1月1日）
- 志村&鶴瓶のあぶない交遊録（「英語禁止ボウリング」進行役、2017年 - 2019年、2021年）
- タモリ倶楽部（進行／不定期）

### テレビドラマ
- 警部補 矢部謙三2 第1話（2013年7月5日、テレビ朝日） - リポーター（本人） 役
- 豆腐プロレス（2017年1月22日 - 7月2日） - 神宮寺一馬アナウンサー 役
- 逃亡者（2020年12月5・6日、テレビ朝日） - 本人 役

### 映画
- クレヨンしんちゃん 襲来!!宇宙人シリリ（2017年） - 宇宙人 役（声の出演）[15]

### Voice （テレビ朝日アナウンサーによる舞台）
Voice6（2009年2月28日）
- 演劇『ヴィーナス・エスケープ』 カメラ男、犯人B役

### イベント
- 豆腐プロレス The REAL 2017 WIP CLIMAX in 後楽園ホール（2017年8月29日、後楽園ホール） - メイン実況担当。他にも田畑祐一・山崎弘喜の2人が参加していた。

## 同期アナウンサー
- 大西洋平
- 小川彩佳

## 脚註
1. ↑  “組織図”. テレビ朝日 2022年6月4日閲覧。
2. ↑  “テレビ朝日アトリウムに新スポット誕生!!”. 2015年9月12日閲覧。
3. ↑  テレビ朝日　アナウンサーズ  野上慎平
4. ↑  現在の和気町立和気小学校（2017年に和気小学校（旧）・藤野小学校・石生小学校・日笠小学校が統合し、藤野小学校の校舎・校地に開校）。
5. ↑  8月8日 初めまして。新人アナウンサー野上慎平です。 - テレビ朝日HP 2012年6月6日閲覧。
6. 1 2  テレ朝の八木麻紗子アナが第1子妊娠　年明け出産 日刊スポーツ 2015年9月28日閲覧。
7. ↑  “テレ朝・野上＆八木アナ夫妻に第１子男児誕生”. 株式会社 産経デジタル. (2016年2月8日) 2016年2月8日閲覧。
8. 1 2 3  『週刊プロレスSPECIAL 日本プロレス事件史 Vol.12』P75 - P77（2015年、ベースボール・マガジン社、ISBN 978-4-583-62325-2）
9. ↑  それ以降、ワイシャツの中に青義軍Tシャツを着ている。また、飯塚高史戦のみ氏名テロップも「野上 ジャスティス 慎平」となっている。
10. ↑  俺達のプロレス - 2012年7月8日
11. ↑  POWER STRUGGLE - 大阪・大阪府立体育会館 〜BODY MAKER コロシアム〜 - 第3試合 30分1本勝負新日本プロレス
12. ↑  Por segundo año consecutivo: Mauro Ranallo es el mejor narrador, según los premios otorgados por el Wrestling ObserverSuperluchas 2017年3月3日
13. ↑  Lista completa ganadores Wrestling Observer Newsletter Awards 2018Solowrestling 2018年3月15日
14. ↑  Wrestling Observer Awards (WON) 1980 - 2018 (and runner-ups)Indeed Wrestling
15. ↑  “『映画クレヨンしんちゃん』テレビ朝日系列アナウンサー8人“襲来””. ORICON NEWS. (2017年3月23日) 2017年3月23日閲覧。